# Orlam
Orlam, auch Oorlam, eigentlich ǃGû-ǃgôun oder Nauba-xu gye ǀki-khoen, ist ein Sammelbegriff für die im 17. und 18. Jahrhundert in der Kapkolonie aus den Verbindungen von niederländischen Buren mit den bei ihnen tätigen Nama-Frauen entstandenen Gesellschaften.

## Ursprung der Bezeichnung
Einer Theorie nach hat sich der Name Orlam aus dem Afrikaans entwickelt (o'erlands oder oor landers) und bedeutet so viel wie ursprüngliche Bewohner. Laut der Gondwana Collection Namibia sind die Besitzlosen so bezeichnet worden, da sie im 18. Jahrhundert immer mehr von ihren traditionellen Siedlungsgebieten vertrieben und versklavt wurden.

## Geschichte
Die Besonderheit der Orlam liegt darin, dass sie auf Grund ihrer verwandtschaftlichen Beziehungen zu den europäischen Einwanderern recht gut mit deren Lebensweise und Sprache vertraut waren, zumeist Lesen und Schreiben konnten und u. a. den Umgang mit Schusswaffen gelernt hatten. Dies gab ihnen ein ausgeprägtes Überlegenheitsgefühl gegenüber anderen Nama-Gruppen und führte zu einer von den Europäern durchaus geförderten Trennung von Nama und Orlam. Die Orlam bildeten regionale Familienklans, die zumeist für ihre europäischen Verwandten als Hausangestellte, Farmarbeiter oder -wächter arbeiteten. Im Gegensatz zu ihren Nama-Verwandten hatten sie damit eine relativ gesicherte wirtschaftliche Existenzgrundlage, konnten sich eigene Herden zulegen und brachten es so zu einem bescheidenen Wohlstand.
Dies übte eine Sogwirkung auf andere Nama-Angehörige aus, die sich den Orlam-Familien anschlossen und mit diesen zusammen nach und nach wiederum eigenständige Gesellschaften bildeten. Den Gruppen standen – nach niederländischem Vorbild – gewählte Kapteine vor, deren niederländischer Name in der europäischen Literatur zum „Stammesnamen“ erhoben wurde; etwa die „Witbooi“ nach Kido Witbooi. So entstanden im 18. Jahrhundert fünf selbstständige Orlam-Gesellschaften:
- Afrikaner (ǁAixaǁain)
- Berseba-Nama (ǀHaiǀkhauan)
- Bethanien-Nama (ǃAman)
- Lambert-Orlam (Kaiǀkhauan)
- Witbooi (ǀKhobesin)

Auch die Vaalgras-Nama sehen sich als Orlam-Gesellschaft.
Die Stammesgröße brachte es mit sich, dass die Orlam nicht mehr bei „ihren“ jeweiligen Farmen bleiben konnten, sondern eigene Stammesgebiete im Kapland forderten und – nach Übernahme bestimmter Funktionen zur Sicherung der Kapregion (s. u.) – auch zugestanden bekamen. Diese Stammesgebiete lagen vor allem in der nördlichen Kapprovinz – z. B. Pella, Tulbagh, Clan William’ – und waren von den Kapholländern als Pufferregion zu den nördlich des Oranjeflusses siedelnden unruhigen und die Kolonisation störenden Korana (einem Nama-Volk) und San gedacht. Die Orlam, vor allem die Afrikaner, kamen der ihnen zugedachten Aufgabe durchaus nach und unternahmen zahlreiche Raubzüge gegen die nördlichen Nama und die San. Die Kapregierung bedankte sich für diese „Leistung“ damit, dass sie den Afrikaner-Stamm zum „offiziellen Teil der kapholländischen Polizeimacht“ erklärte und – nach Versorgung mit Gewehren und Munition – zur „eigenständigen Wahrnehmung polizeilicher Aufgaben gegen die räuberischen San“  ermächtigte. Dies führte zur völligen Verdrängung der San aus dem südlichen Südwestafrika. Da die Eigenmächtigkeiten der Orlam immer mehr zunahmen, wurde deren Stammesgebiet immer mehr zum Sammelbecken von Abenteurern und Kriminellen aus der Kapprovinz, was sich in zunehmenden Gewalttätigkeiten und Übergriffen auf Händler, Farmer, Forschungsreisende und andere Stammesniederlassungen niederschlug.
Aber erst die Ermordung des niederländischen Feldkornet Petrus Pienaar und seiner Familie durch seine Leibeigenen, darunter Klaas Afrikaner, löste energische polizeiliche Maßnahmen der Kapregierung aus, vor denen 1796 zuerst die Afrikaner und nach ihnen andere Orlamgruppen über den Oranje nach Südwestafrika flüchteten und dort neue Siedlungen bildeten: Die Afrikaner unter Jager Afrikaner in ǁKhauxaǃnas (Karasberge), die Bethanier unter Jan Boois in Bethanien, die Khauas unter Amraal Lambert in Gobabis, die Berseba unter Paul Goliath in Berseba und die Witbooi unter Kido Witbooi in Gibeon.
Die Afrikaner stiegen im Verlauf des 19. Jahrhunderts zur beherrschenden Macht in Südwestafrika auf. Auch die Witbooi spielten in der Geschichte Südwest-Afrikas eine große Rolle – vor allem im Zusammenhang mit dem Aufstand der Herero und Nama von 1904 bis 1908, bei dem sie sowohl als Verbündete als auch als Gegner der deutschen Schutztruppe in Erscheinung traten.
Die anderen Orlamstämme beteiligten sich an den vielfältigen Auseinandersetzungen des 19. Jahrhunderts zumeist als Verbündete des einen oder anderen Stammes und entfalteten insoweit bis in die Gegenwart hinein keine eigene Bedeutung mehr.

## Anmerkung
1. ↑  Anmerkung: Dieser Artikel enthält Schriftzeichen aus dem Alphabet der im südlichen Afrika gesprochenen Khoisansprachen. Die Darstellung enthält Zeichen der Klicklautbuchstaben ǀ, ǁ, ǂ und ǃ. Nähere Informationen zur Aussprache langer oder nasaler Vokale oder bestimmter Klicklaute finden sich z. B. unter Khoekhoegowab.